# アマーク通信
アマーク通信はイスラム国 (ISIL) に関係するニュースの出所である。それはしばしば「そのグループによる責任の主張についての初公表の箇所」である。

## 歴史
2013年後半にアマークはISに加わった、シリア人ジャーナリストバラア・カデック・アカ・ラヤン・マシャールと、ハラブ・ニュース・ネットワーク（英：Halab News Network）で働いた他の7人によってつくられた。ニューヨーク・タイムズによれば、「内報を得た」ものから、「ISISと直接関係している。」
2014年　コバニ包囲戦（シリア）の期間にアマーク通信は初めてSITEによって注目された。そのときの記事更新はISILの戦闘員らに共有された。翌日にはISILが公式に責任を主張するものにたいしての、2015年 サンバーナーディーノ銃乱射事件のような、西洋諸国でのテロ攻撃についての責任の報告の主張の後でより広く知られるようになった。或るアマークのカメラマンは2015年パルミラ奪還の最初の映画を撮った。
2015年にアマークは公式のモバイル・アプリを始め、それの利用者において報告したように諜報に使われてきたところの非公式のバージョンにたいして警告してきた。そのアプリもまたテレグラムアカウントを使う。それはワードプレスベースのブログをもった、しかし2016年4月に説明なしに取り除かれた。
2017年5月31日に、フェイスブックはアマーク通信の創業者バラア・カデックが、マヤディンでアメリカの空軍機の爆撃によって娘と一緒に殺害されたことを配信した。その配信は報じられたように彼の弟によってなされた。ロイターはこのアカウントを直ぐには検証できなかった。2017年5月25日から25日にかけてマヤディン近辺の連合軍の空爆によって彼が殺害されたことを、2017年7月にアメリカ合衆国は明かした。
2017年6月に、ドイツの警察はモハンマド・G（英:Mohammed. G）としてのみ確認される23歳のシリア人の男を逮捕した。警察は、アマークに報告するために2016年にマルモ・ムスリム・コミュニティー・センターを放火した件で申し立てられた犯人と連絡をとりあっていた彼を非難していた。